# Gilaspecht
De gilaspecht (Melanerpes uropygialis) is een vogel uit de familie Picidae.

## Verspreiding en leefgebied
Deze soort komt voor in de zuidwestelijke Verenigde Staten, Baja California en westelijk Mexico en telt drie ondersoorten:
- M. u. uropygialis: van de zuidwestelijke Verenigde Staten tot westelijk Mexico.
- M. u. cardonensis: noordelijk Baja California (Mexico).
- M. u. brewsteri: zuidelijk Baja California (Mexico).